# عبد الوهاب الزهيري
عبد الوهاب الزهيري هو أحدأبطال قوات الصاعقة في حرب الاستنزاف.

## تكريمه
تمت ترقيته استثنائيا لدوره في معركة رأس العش في يوليو 1967 التي كانت أول انتصار للقوات المصرية بعد هزيمة يونيو 1967. والتي كانت أول معركة في العالم ينتصر فيها المشاة على الدبابات.

## دوره في حرب الإستنزاف
كان قائد المجموعة (2) قتال والتي قامت بمنع تقدم القوات بتدمير عربتان نصف جنزير للعدو وقتل جنود العدو والاستيلاء على الاسلحة ومركبة منهما وقامت بإمداد المجموعات الأخرى بها